# Ty2/Ty42
Ty2/Ty42 – towarowa lokomotywa parowa konstrukcji niemieckiej (znormalizowana seria 52).
Lokomotywy Ty2 budowane były masowo w wielu zakładach europejskich (w Niemczech i krajach okupowanych, m.in. w Polsce) w latach 1942–1945. Znane są także jako niemiecka lokomotywa wojenna (niem. Kriegslokomotive). Po wojnie, opierając się o pozostawioną przez okupanta dokumentację, polskie zakłady wyprodukowały 150 sztuk lokomotyw podobnej konstrukcji oznaczonych już jako Ty42.

## Historia
Zadaniem tej uproszczonej, taniej w produkcji i niezawodnej lokomotywy miało być obsługiwanie szlaków kolejowych na terenach zdobytych przez III Rzeszę na wschodzie. Dlatego też parowozy tej serii posiadały znakomitą izolację termiczną i nacisk osi nie przekraczający 15 t, dzięki czemu mogły poruszać się po liniach o kiepskiej lub prowizorycznie naprawionej nawierzchni. Po klęsce III Rzeszy 1206 lokomotyw tej serii rozpoczęło pracę na PKP. W roku 1962 Polska z uwagi na braki lokomotyw została zmuszona do odkupienia 220 maszyn od ZSRR. 200 z nich zostało włączone do PKP, a 20 zakupiło PMP PW Katowice. Lokomotywy PKP otrzymały oznaczenie Ty2-1207 do 1406. Lokomotywy PMP PW jeździły z numerami niemieckimi. Od 1945 roku do końca eksploatacji trakcji parowej była to najliczniejsza seria lokomotyw parowych w Polsce. W trakcie eksploatacji część egzemplarzy skreślono na skutek wypadków, a siedem maszyn skasowano na skutek wybuchu kotła. 18 marca 1967 roku na terenie lokomotywowni MD Białystok podczas grzania mazutu w lokomotywie Ty2-128, która tam stacjonowała doszło do eksplozji kotła na skutek błędu pomocnika maszynisty. Z powodu doznanych zniszczeń lokomotywa Ty2-128 została skreślona ze stanu 13 kwietnia tego samego roku, a następnie zezłomowana.
W Polsce zachowano 53 parowozy serii Ty2 i 14 parowozów serii Ty42. Trzy z nich są czynne: Ty42-24 w Skansenie kolejowym w Pyskowicach,
Ty42-107 i Ty2-911

## Niektóre właściwości trakcyjne
Ty2/42 podczas rozruchu rozwijał maks. siłę pociągową nieco ponad 17 000 kG (170 kN). Opalany lepszym gatunkiem węgla mógł ciągnąć składy towarowe ładowne o masie 620 ton z prędkością 80 km/h lub 1700 t – 50 km/h. W terenach górskich na wzniesieniu 20‰ mógł ciągnąć składy o masie 190 ton z prędkością 40 km/h.
Parowóz ten bywał używany do ciągnięcia składów osobowych, gdzie pociąg o masie ok. 130 ton, składający się z wagonów 2- i 3-osiowych mógł pokonywać wzniesienia 25‰, przy prędkości do 40 km/h.

## Galeria

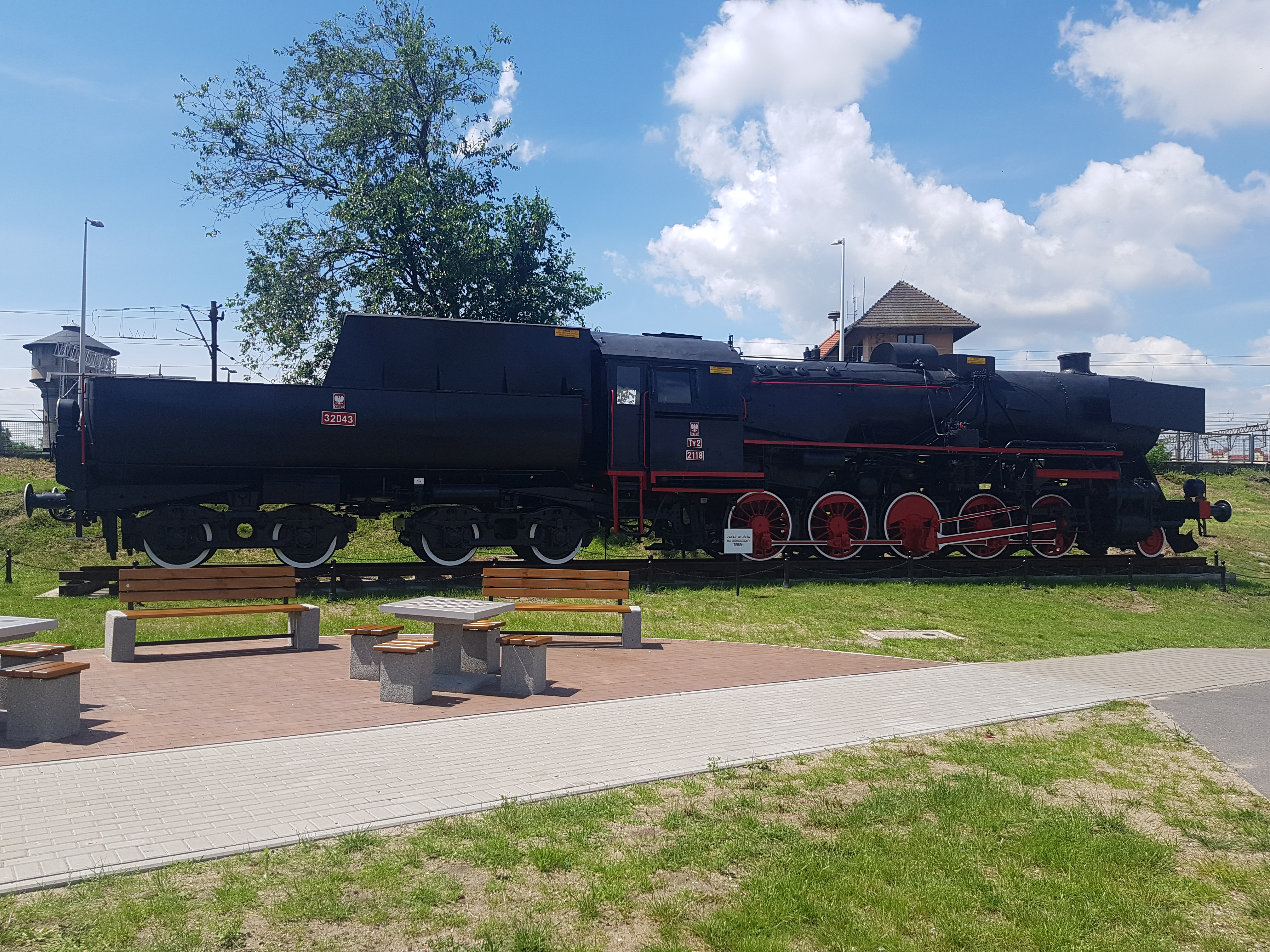
Parowóz Ty2-2118
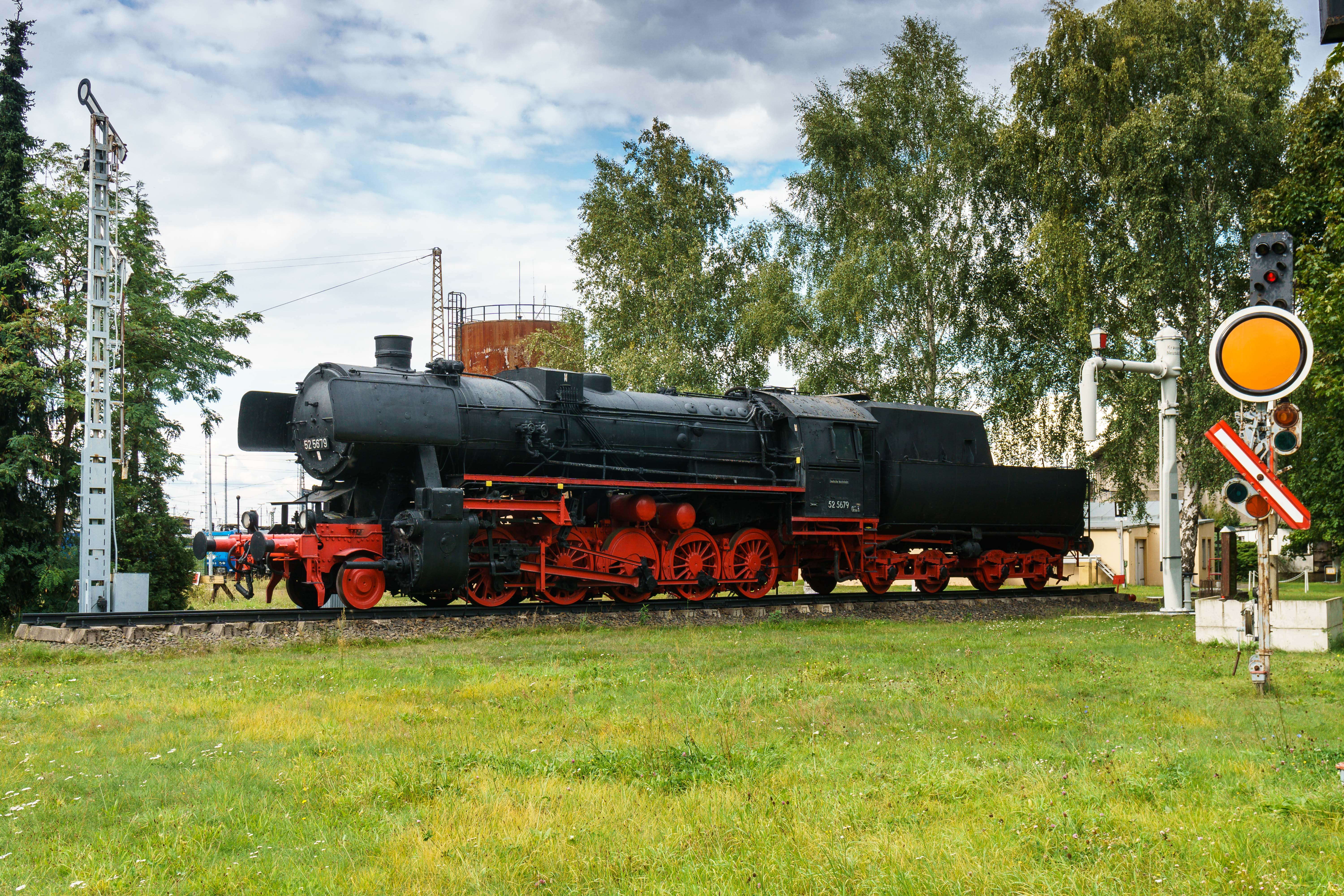
Baureihe 52 kolei niemieckich.
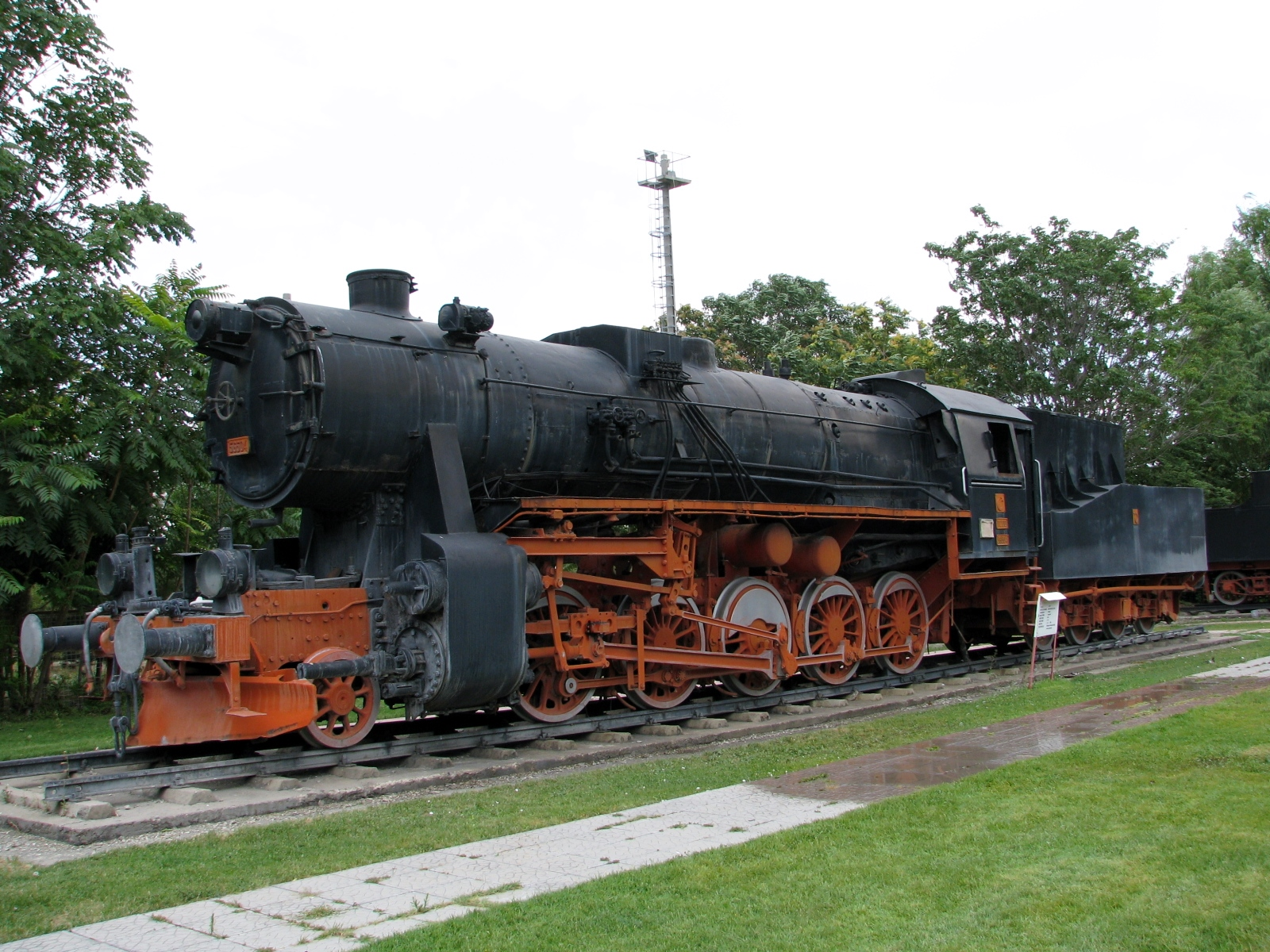
Lokomotywa 56504 kolei tureckich.
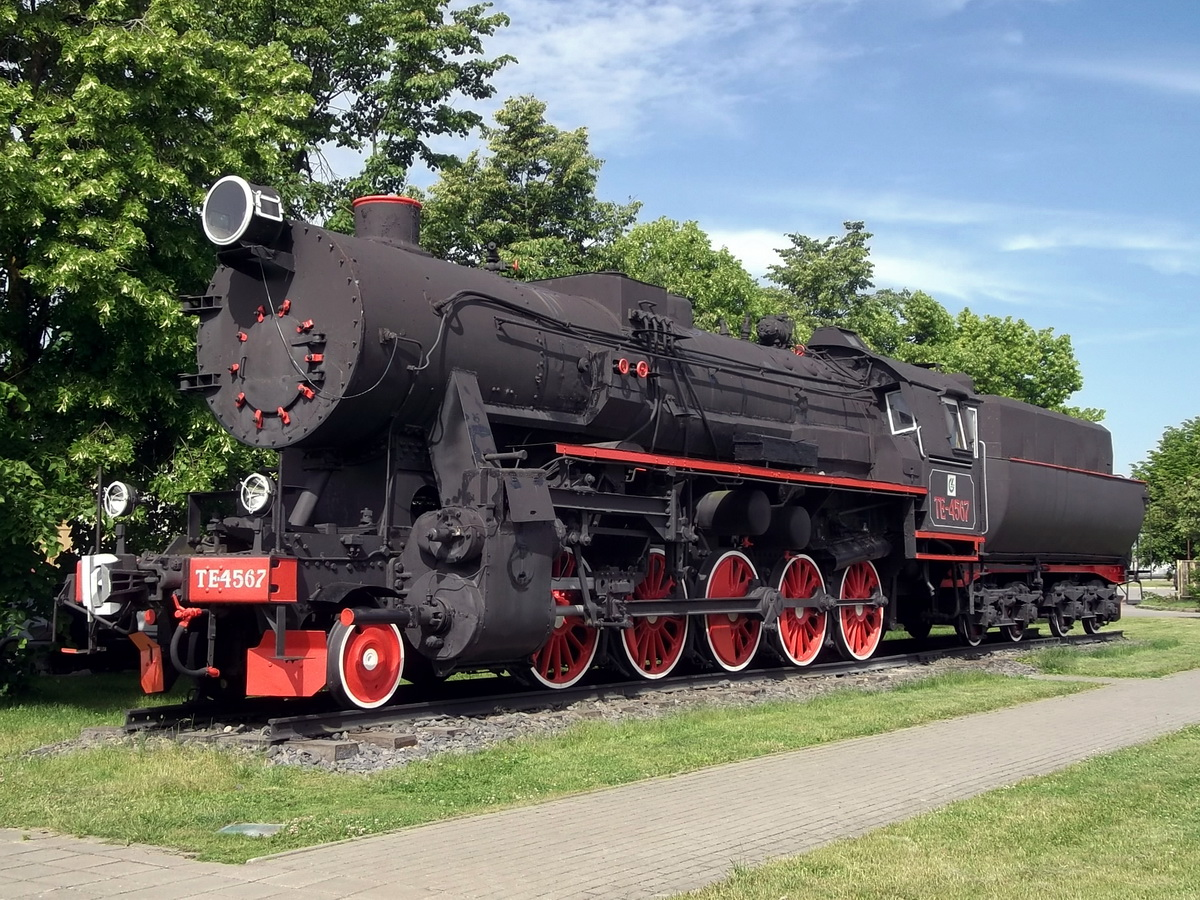
ТЭ-4567 kolei radzieckich.
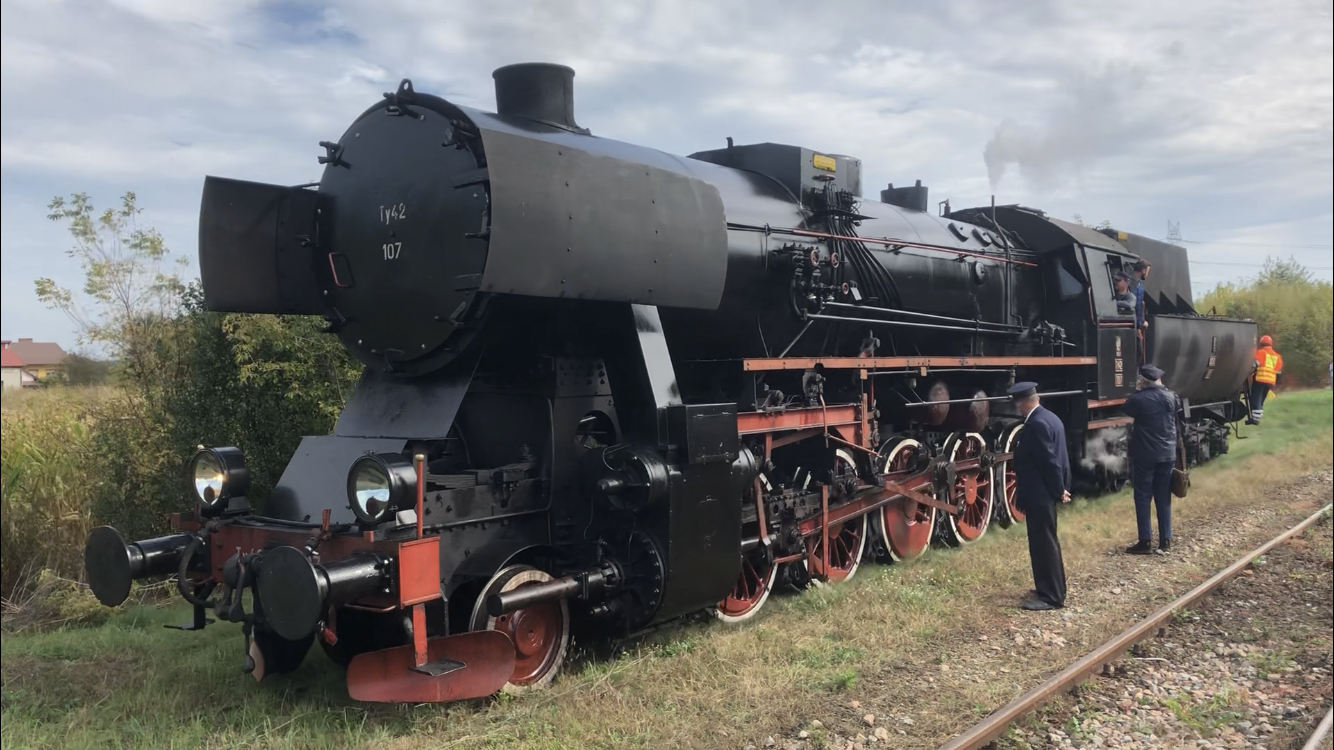
Ty42-107 ze Skansenu taboru kolejowego w Chabówce na stacji kolejowej w Żabnie
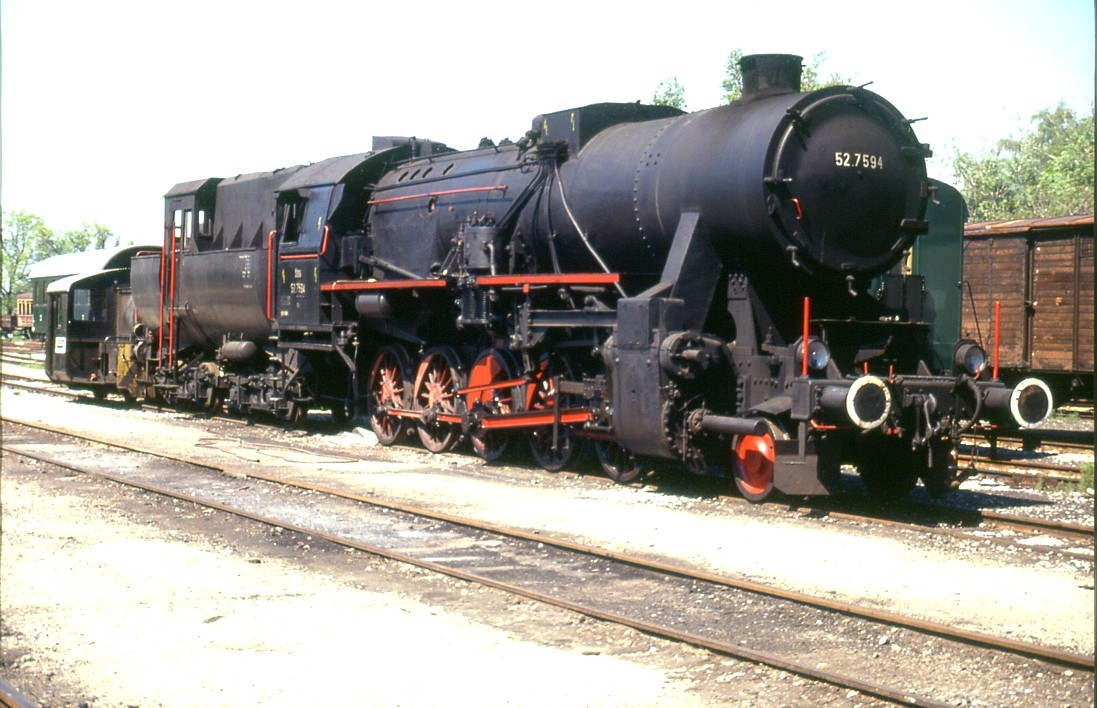
Lokomotywa 52.7594 kolei austriackich.
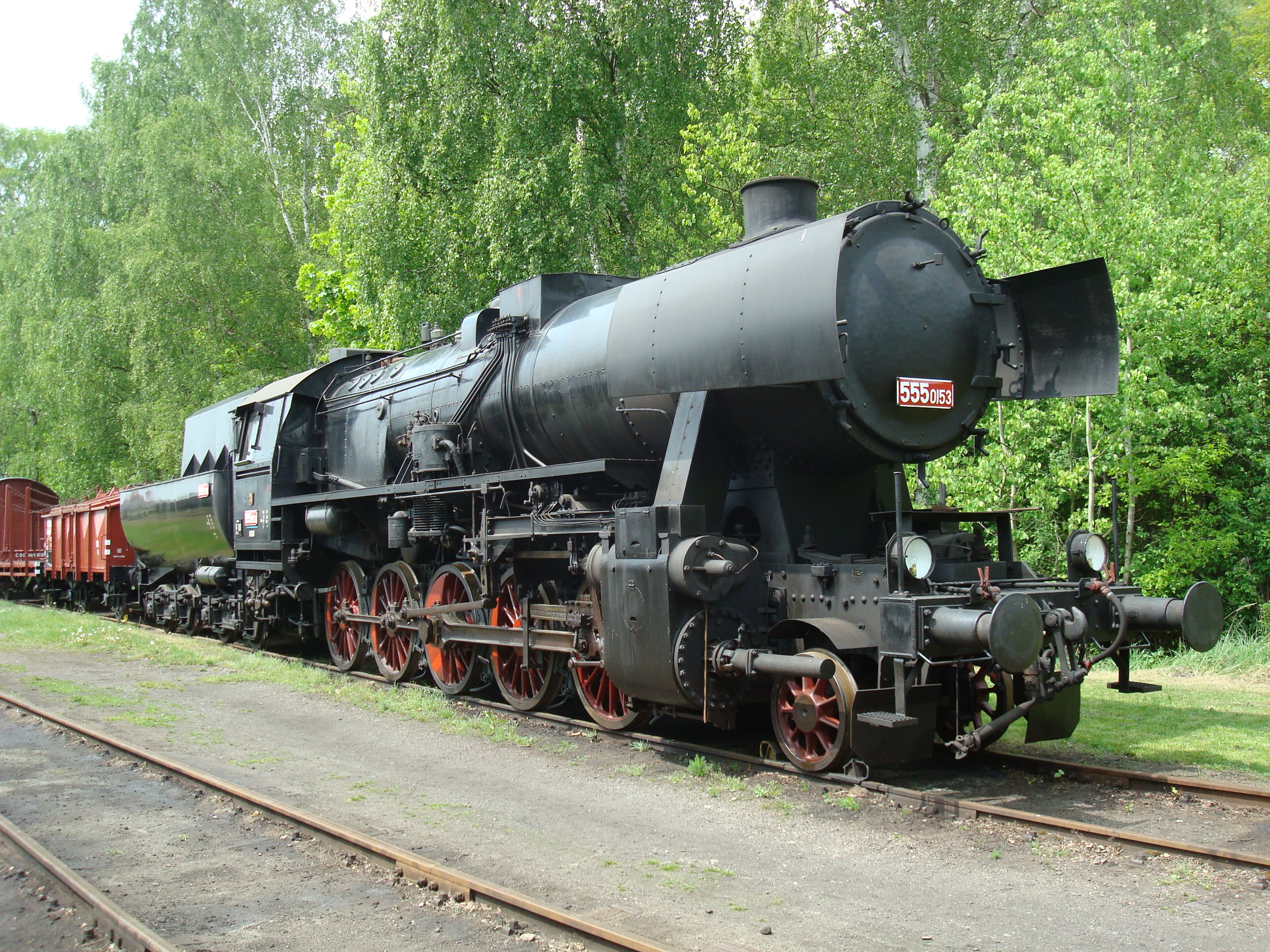
Parowóz 555.0163 kolei czechosłowackich.
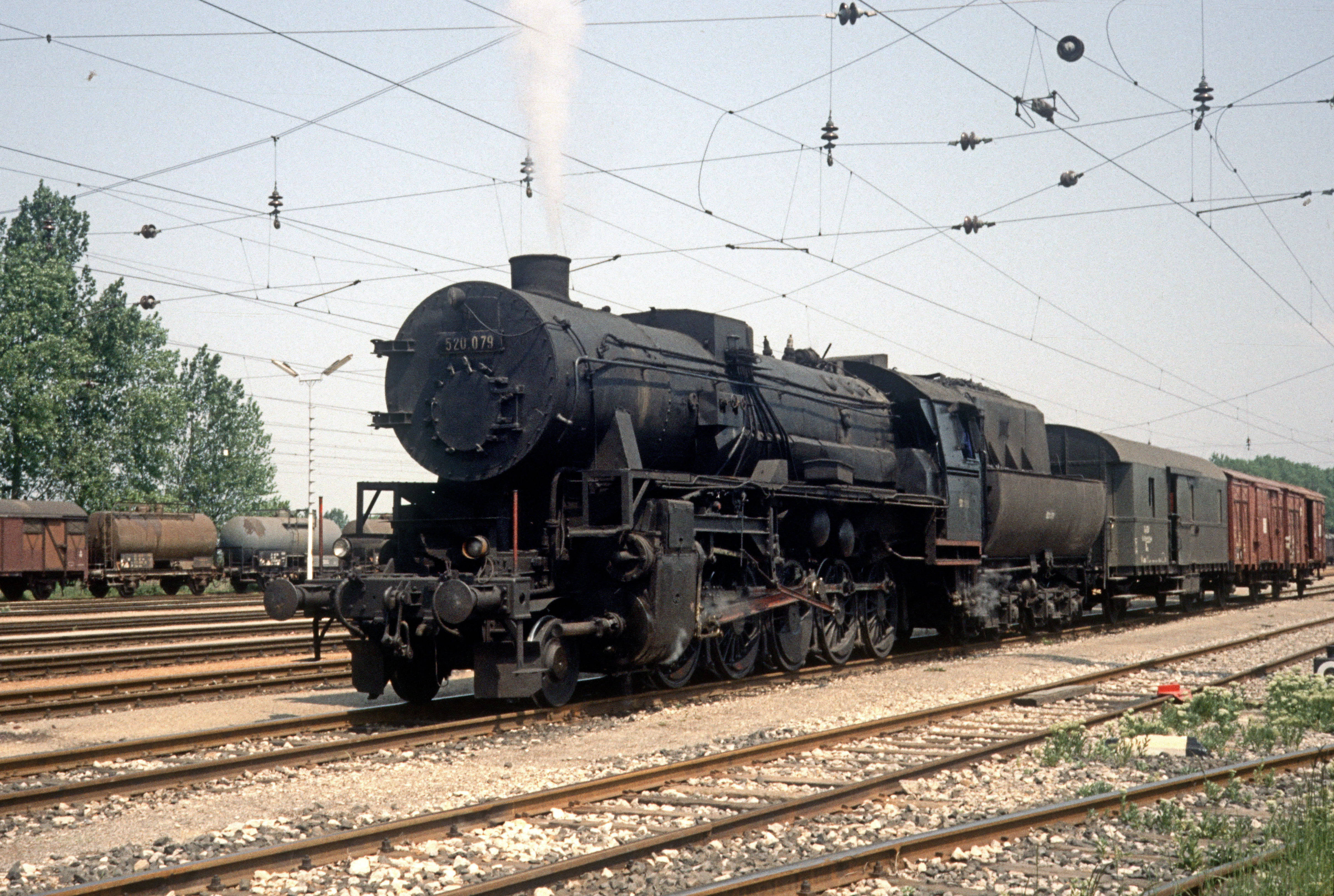
Węgierska lokomotywa 520.079 z pociągiem towarowym.
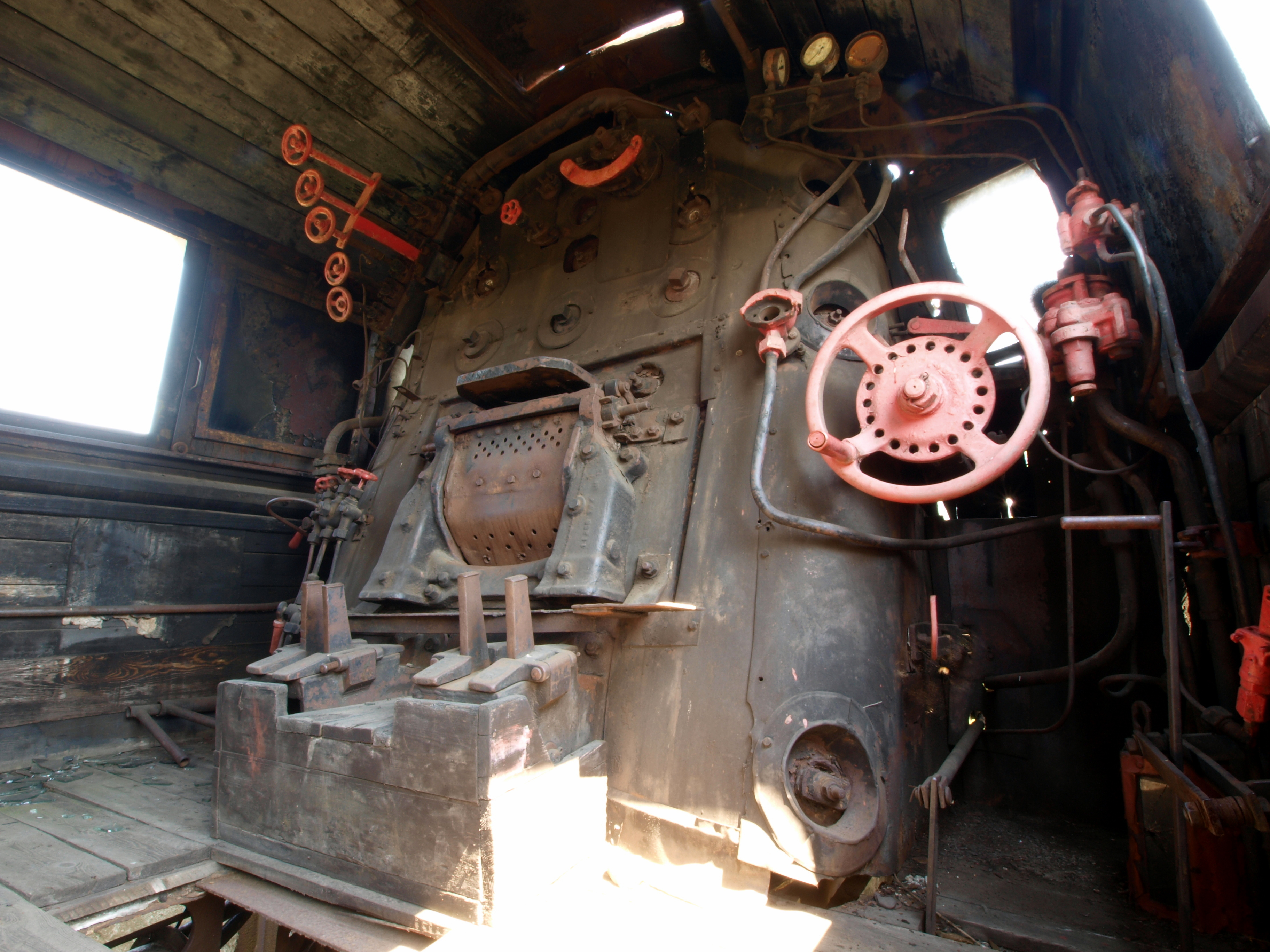
Wnętrze
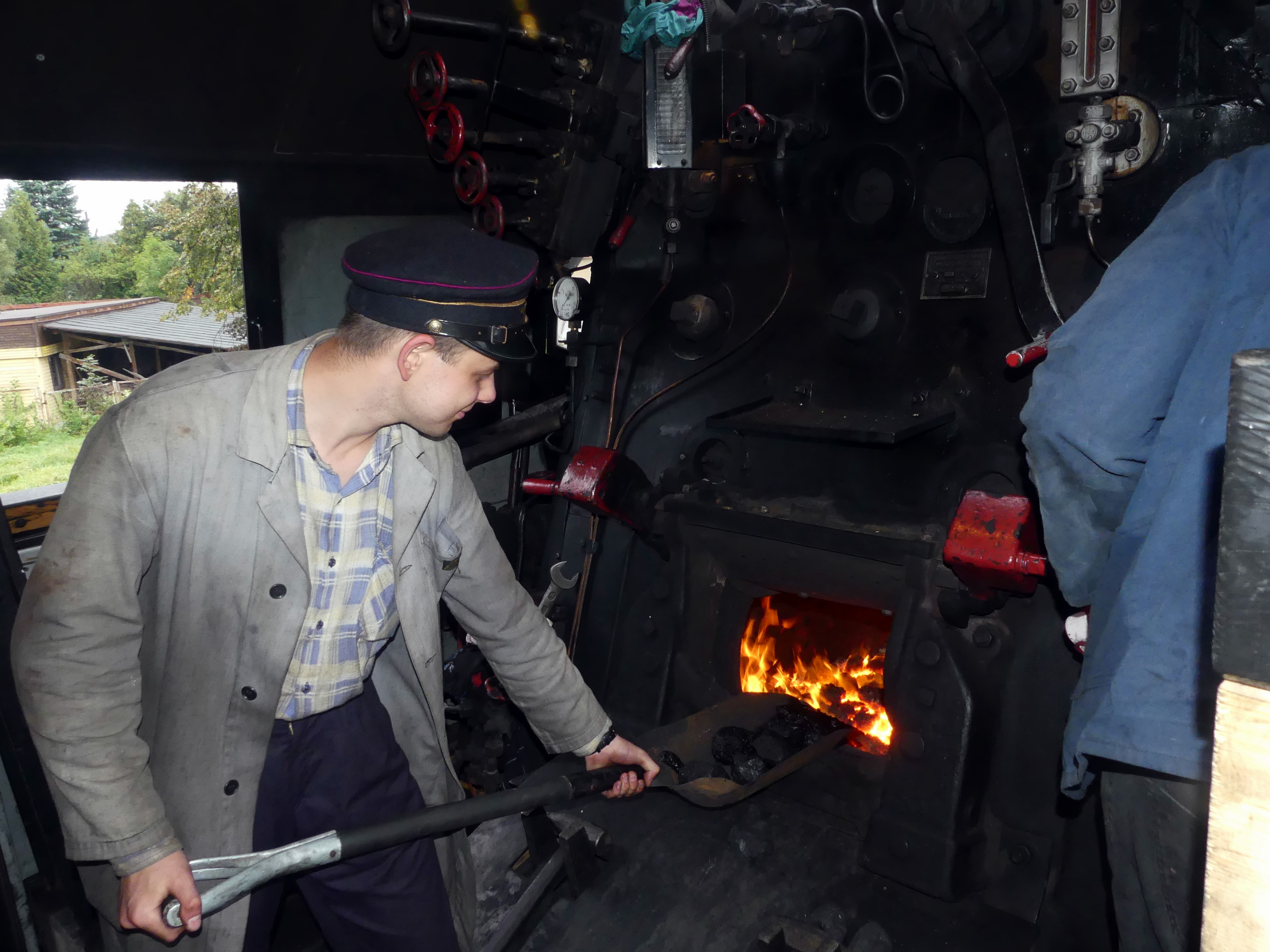
Pomocnik maszynisty wsypuje węgiel do paleniska.

## Lista parowozów serii Ty2/Ty42 zachowanych w Polsce
| Seria pojazdu | Rok produkcji | Producent                   | Miejscowość                       | Stan parowozu    |
| ------------- | ------------- | --------------------------- | --------------------------------- | ---------------- |
| Ty2-7         | 1944          | Henschel & Sohn             | Basznia                           | eksponat         |
| Ty2-14        | 1942          | Henschel & Sohn             | Kartuzy                           | pomnik           |
| Ty2-16        | 1942          | Henschel & Sohn             | Stalowa Wola-Rozwadów             | pomnik           |
| Ty2-18        | 1942          | Henschel & Sohn             | Jaworzyna Śl.                     | wrak             |
| Ty2-22        | 1942          | Henschel & Sohn             | Lubin, do 2018 Wrocław Świebodzki | pomnik           |
| Ty2-29        | 1942          | Henschel & Sohn             | Nowy Sącz                         | eksponat         |
| Ty2-38        | 1942          | Orenstein & Koppel          | Jaworzyna Śl.                     | eksponat         |
| Ty2-50        | 1942          | Orenstein & Koppel          | Chabówka                          | eksponat         |
| Ty2-64        | 1942          | Lokomotivfabrik Floridsdorf | Toruń                             | wrak             |
| Ty2-81        | 1943          | Henschel & Sohn             | Jaworzyna Śl.                     | eksponat         |
| Ty2-140       | 1943          | Borsig                      | Nysa                              | wrak             |
| Ty2-178       | 1943          | H. Cegielski – Poznań       | Kościerzyna                       | wrak             |
| Ty2-220       | 1943          | Grafenstaden                | Piastów                           | pomnik           |
| Ty2-223       | 1943          | Henschel & Sohn             | Jaworzyna Śl.                     | wrak             |
| Ty2-269       | 1943          | Henschel & Sohn             | Lubiana Pyrzycka                  | pomnik           |
| Ty2-305       | 1943          | Henschel & Sohn             | Jaworzyna Śl.                     | wrak             |
| Ty2-406       | 1943          | Orenstein & Koppel          | Powodowo                          | eksponat         |
| Ty2-446       | 1943          | Fablok                      | Kościerzyna                       | wrak             |
| Ty2-540       | 1943          | Schichau-Werke              | Legnica                           | pomnik           |
| Ty2-559       | 1943          | Schichau-Werke              | Kraków                            | pomnik           |
| Ty2-572       | 1943          | Schichau-Werke              | Warszawa                          | eksponat         |
| Ty2-666       | 1943          | L. Schwartzkopff, Berlin    | Kościerzyna                       | wrak             |
| Ty2-709       | 1943          | L. Schwartzkopff, Berlin    | Łódź                              | wrak             |
| Ty2-821       | 1943          | Lokomotivfabrik Floridsdorf | Jaworzyna Śl.                     | wrak             |
| Ty2-860       | 1944          | Schichau-Werke              | Jabłonowo Pomorskie               | pomnik           |
| Ty2-911       | 1944          | H. Cegielski Poznań         | Chabówka                          | czynny           |
| Ty2-921       | 1944          | Henschel & Sohn             | Szymbark                          | wrak             |
| Ty2-927       | 1944          | Henschel & Sohn             | Pyskowice                         | wrak             |
| Ty2-930       | 1944          | Henschel & Sohn             | Jaworzyna Śl.                     | wrak             |
| Ty2-949       | 1944          | Henschel & Sohn             | Jaworzyna Śl.                     | eksponat         |
| Ty2-953       | 1944          | Henschel & Sohn             | Chabówka                          | oczekuje naprawy |
| Ty2-1035      | 1944          | Orenstein & Koppel          | Wrocław                           | pomnik           |
| Ty2-1055      | 1944          | Orenstein & Koppel          | Małaszewicze                      | pomnik           |
| Ty2-1086      | 1944          | Orenstein & Koppel          | Leszno                            | wrak             |
| Ty2-1176      | 1944          | H. Cegielski – Poznań       | Pyszczyn                          | wrak             |
| Ty2-1140      | 1944          | Škoda                       | Zajączkowo Tczewskie              | wrak             |
| Ty2-1184      | 1944          | Henschel & Sohn             | Chabówka                          | eksponat         |
| Ty2-1226      | 1943          | L. Schwartzkopff, Berlin    | Tłuszcz                           | pomnik           |
| Ty2-1258      | 1942          | Henschel & Sohn             | Oleśnica                          | renowacja        |
| Ty2-1279      | 1943          | Krauss-Maffei               | Warszawa                          | eksponat         |
| Ty2-1285      | 1943          | L. Schwartzkopff, Berlin    | Ełk                               | eksponat         |
| Ty2-1292      | 1944          | Krauss-Maffei               | Pyskowice                         | wrak             |
| Ty2-1298      | 1944          | Arnold Jung Lokomotivfabrik | Powodowo                          | wrak             |
| Ty2-1301      | 1943          | Lokomotivfabrik Floridsdorf | Kościerzyna                       | wrak             |
| Ty2-1312      | 1943          | Henschel & Sohn             | Pyskowice                         | wrak             |
| Ty2-1387      | 1943          | Henschel & Sohn             | Chojnice                          | eksponat         |
| Ty2-1401      | 1943          | Maschinenfabrik Esslingen   | Kościerzyna                       | eksponat         |
| Ty2-1407      | 1964          | ZNTK Poznań                 | Skierniewice                      | eksponat         |
| Ty2-2118      | 1943          | Henschel & Sohn             | Kędzierzyn-Koźle                  | pomnik           |
| Ty2-3458      | 1943          | Krauss-Maffei               | Pyskowice                         | eksponat         |
| Ty2-5680      | 1943          | Schichau-Werke              | Zabrze                            | pomnik           |
| TE-7175       | 1943          | Lokomotivfabrik Floridsdorf | Kościerzyna                       | eksponat         |
| Ty42-1        | 1945          | Fablok                      | Jaworzyna Śląska                  | eksponat         |
| Ty42-9        | 1945          | Fablok                      | Karsznice                         | eksponat         |
| Ty42-19       | 1945          | Fablok                      | Chabówka                          | eksponat         |
| Ty42-24       | 1945          | Fablok                      | Pyskowice                         | czynny           |
| Ty42-39       | 1945          | H. Cegielski – Poznań       | Kościerzyna                       | wrak             |
| Ty42-44       | 1945          | H. Cegielski – Poznań       | Pyskowice                         | eksponat         |
| Ty42-85       | 1945          | Fablok                      | Pyskowice                         | eksponat         |
| Ty42-105      | 1946          | H. Cegielski – Poznań       | Kościerzyna                       | eksponat         |
| Ty42-107      | 1946          | H. Cegielski – Poznań       | Chabówka                          | czynny           |
| Ty42-118      | 1946          | Fablok                      | Chrzanów                          | pomnik           |
| Ty42-120      | 1946          | Fablok                      | Warszawa                          | eksponat         |
| Ty42-126      | 1946          | Fablok                      | Kościerzyna                       | eksponat         |
| Ty42-148      | 1946          | Fablok                      | Powodowo                          | wrak             |
| Ty42-149      | 1946          | Fablok                      | Jarocin                           | wrak             |

Źródło: .